# Tom Lawrence
Thomas Morris ("Tom") Lawrence (Wrexham, 13 januari 1994) is een Welsh voetballer die doorgaans als aanvaller speelt. Hij verruilde Leicester City in augustus 2017 voor Derby County. Lawrence debuteerde in 2015 in het Welsh voetbalelftal.

## Clubcarrière
Lawrence komt uit de jeugd van Manchester United. Op 28 november 2013 werd hij voor twee maanden verhuurd aan Carlisle United. Twee dagen later debuteerde hij daarvoor in de League One, tegen Swindon Town. Op 31 januari 2014 werd hij verhuurd aan Yeovil Town, dat in de Championship uitkwam. Op 30 april 2014 werd hij teruggeroepen door Manchester United. Hij debuteerde op 6 mei 2014 voor Manchester, thuis tegen Hull City. Interim-coach Ryan Giggs zette twee jeugdspelers, Lawrence en James Wilson, in de basiself. Lawrence werd na 70 minuten vervangen door Giggs zelf.

## Clubstatistieken
| Seizoen | Club               | Competitie     | Duels | Goals |
| ------- | ------------------ | -------------- | ----- | ----- |
| 2013/14 | Manchester United  | Premier League | 1     | 0     |
| 2013/14 | → Carlisle United  | League One     | 9     | 3     |
| 2013/14 | → Yeovil Town      | Championship   | 19    | 2     |
| 2014/15 | Leicester City     | Premier League | 3     | 0     |
| 2014/15 | → Rotherham Utd    | Championship   | 6     | 1     |
| 2015/16 | → Blackburn Rovers | Championship   | 21    | 2     |
| 2015/16 | → Cardiff City     | Championship   | 14    | 0     |
| 2016/17 | → Ipswich Town     | Championship   | 34    | 9     |
| 2017/18 | → Derby County     | Championship   | 41    | 6     |
| Totaal  | Totaal             | Totaal         | 148   | 23    |

## Interlandcarrière
Lawrence werd geboren in het Welshe Wrexham. In 2013 debuteerde hij voor Wales –21. Eerder kwam hij ook uit voor Wales –17 en Wales –19.